# Sankt Oswald bei Freistadt
Sankt Oswald bei Freistadt è un comune austriaco di 2 874 abitanti nel distretto di Freistadt, in Alta Austria; ha lo status di comune mercato (Marktgemeinde).